# Trg kralja Tomislava (Rijeka)
Trg kralja Tomislava jest gradski trg u Rijeci, smješten ispred glavnog željezničkog kolodvora, nedaleko luke. Nastao je krajem 19. stoljeća kao otvoreni prostor uz željezničku stanicu, koja je svečano puštena u promet 25. lipnja 1873., nakon dovršetka pruge iz smjera Budimpešte (preko Zagreba i Karlovca) te Beča (preko Ljubljane). Izgradnja kolodvorske zgrade u historicističkom stilu dovršena je krajem 1890. godine prema projektu mađarskog arhitekta Ferenca Pfaffa, čime je formirano reprezentativno pročelje okrenuto prema gradskom prostoru današnjeg trga.

## Povijest naziva
Tijekom austrougarske uprave nije postojao službeni naziv za taj prostor, riječani su ga često opisivali jednostavno kao područje kod kolodvora (njem. Bahnhof). U to doba glavna prilazna prometnica nosila je naziv Corso Deák, po ugarskom političaru Ferencu Deáku, čije su aleje platana zasađene krajem 19. stoljeća i danas obrubljuju prostor kolodvora. Za talijanske uprave grada (1918. – 1943.) zona kolodvora nazivana je prema tadašnjim talijanskim odrednicama: Piazza della Stazione ili unutar šireg pojma Piazza Zichy za područje Žabice, no sam trg nije dobio posebno ime.
Nakon 1945. Rijeka postaje dijelom Jugoslavije i prostor kolodvora zadržava utilitarni naziv bez posvete. Tek 1995. godine, u sklopu šire inicijative povratka hrvatskih povijesnih toponima nakon osamostaljenja, Gradsko vijeće službeno imenuje taj prostor Trgom kralja Tomislava. Time je kompletiran niz ulica i trgova u okolici koji nose imena hrvatskih vladara (Trpimirova ulica, Krešimirova ulica, Trg kralja Tomislava, Zvonimirova ulica). Od tog vremena naziv ostaje nepromijenjen i uklopljen je u identitet grada.

## Urbanističke značajke
Trg funkcionalno je kolodvorski trg, otvorena ploha ispred željezničke stanice s prilaznim cestama, parkiralištem i pješačkim prilazima. Prostorno se nadovezuje na susjedni Trg Žabica (autobusni terminal) stvarajući glavno intermodalno čvorište Rijeke. Trg je okružen prometnicama koje ga povezuju s centrom grada (istok) i zapadnim dijelovima (prema Mlaki), dok ga s južne strane graniči kolosijek i infrastruktura luke. U drugoj polovici 20. stoljeća trg je uglavnom služio kao transitno područje, mjesto okupljanja putnika i taksi stajalište bez klasične pješačke zone, što se zadržalo i do danas. Međutim, vizualni identitet prostora definiraju monumentalne građevine historicističke i secesijske arhitekture, zbog čega ovaj dio grada ima prepoznatljiv ambijent.

### Željeznička kolodvorska zgrada
Dominantna struktura na trgu. Izgrađena 1889. – 1891. u neoklasicističkom stilu, sastoji se od prizemnog paviljonskog niza dužine oko 120 metara s istaknutim središnjim ulaznim rizalitom i simetričnim bočnim paviljonima. Pročelje krasi ritam arkada i dekorativni trokutni zabati iznad prozora, balustradna atika te reljefne girlande i pilastri s korintskim kapitelima, što sve svjedoči o monumentalnoj austro-ugarskoj arhitekturi kraja 19. stoljeća. Zgrada kolodvora zaštićena je kao kulturno dobro Republike Hrvatske i  predstavlja jednu od najljepših željezničkih građevina iz toga razdoblja. Arhitekt Pfaff slične je kolodvore projektirao i u Budimpešti, Zagrebu te Bratislavi. Kolodvor Rijeka danas i dalje obavlja izvornu funkciju, povezujući grad željezničkim linijama (među ostalim i središnjom državnom prugom prema Zagrebu), a 2021. započeli su radovi na modernizaciji infrastrukture kako bi se poboljšala njegova uloga u suvremenom prometu.

### Kapucinska crkva Gospe Lurdske
Istaknuta je arhitektonska znamenitost na zapadnom dijelu trga. Riječ je o neogotičkoj crkvi kapucinskog samostana čija je gradnja započela 1904., a dovršena je 1929. godine prema projektu arhitekata Giovannija Marije Cureta i Kornelija Budinića. Impozantno pročelje od crveno-bijele dekorativne opeke, s bogato ukrašenim portalom i dvostrukim stubištem koje vodi na povišenu terasu, dominira vizurom trga Žabica. Ova monumentalna crkva s pročeljem prema kolodvoru dugo je simbol gostoljubivosti grada, putnici koji su vlakom pristizali u Rijeku odmah su dočekivani pogledom na njezine raskošne stube i vitki zvonik. Danas je crkva Gospe Lurdske zaštićeno kulturno dobro i omiljen motiv fotografija Rijeke, doprinoseći prepoznatljivosti Trga kralja Tomislava.

## Događaji
Kroz povijest trg je služio kao pozornica svakodnevnog urbanog života i važnih tranzitnih trenutaka za grad. Kroz kolodvor su prolazile tisuće putnika, od radnika i studenata do turista, čineći trg mjestom susreta i rastanaka. Još od uvođenja prve električne tramvajske linije 1899. koja je spajala kolodvor s ostalim dijelovima Rijeke, prostor trga predstavlja početnu točku gradskog javnog prijevoza. Tijekom industrijskog procvata Rijeke krajem 19. i početkom 20. stoljeća, kolodvorski trg bio je svjedok ubrzanog razvoja, preko njega se odvijao izvoz nafte iz prve europske rafinerije u Rijeci (osnovane 1882.) i promet robe iz riječkih tvornica prema srednjoj Europi.
U doba Austro-Ugarske ovuda su prolazili brojni iseljenici iz unutrašnjosti koji su se preko riječke luke otiskivali put Amerike, što je kolodvoru i trgu dalo ulogu »ispraćaja u nepoznato« u narodnoj predaji. Krajem Drugoga svjetskog rata 1945. upravo je preko kolodvorskog područja ujedinjen zapadni i istočni dio grada nakon dugogodišnje podjele, čime je trg simbolički postao dijelom novog, cjelovitog identiteta Rijeke. U novije vrijeme, Trg kralja Tomislava ponovo dobiva na značaju kroz projekte obnove i modernizacije. Nakon dugog razdoblja zapuštenosti, 2021. i 2022. temeljito je obnovljena fasada željezničkog kolodvora čime je historicistička ljepota zgrade zablistala u punom sjaju i vratila nekadašnji sjaj cijelom trgu.
Iako je željeznički promet danas znatno skromniji nego u prošlosti, kolodvor i trg ostaju važna točka u životu grada, mjesto gdje svakodnevno pristižu putnici i turisti, te polazišna stanica za mnoge Riječane. U sklopu planova urbanog razvoja, predviđa se daljnje uređenje područja trga i integracija s autobusnim kolodvorom kako bi se stvorio moderan intermodalni terminal primjeren europskoj luci kakva je Rijeka. Trg kralja Tomislava tako i u suvremenom kontekstu zadržava svoju povijesnu ulogu, spaja Rijeku s ostatkom zemlje i inozemstvom, istovremeno svjedočeći bogatoj povijesti i urbanom razvoju grada.